# جمعه الوهیبی
جمعه الوهیبی (عربی: جمعة عبدالله الوهيبي؛ زادهٔ ۲ مارس ۱۹۸۰) بازیکن فوتبال اهل عمان بود.
از باشگاه‌هایی که در آن بازی کرده‌است می‌توان به باشگاه ورزشی الخور و باشگاه ورزشی التضامن کویت اشاره کرد.
وی همچنین در تیم ملی فوتبال عمان بازی کرده‌است.